# Tour de la Découverte
Tour de la Découverte (deutsch: Turm der Entdeckung) ist der Name eines Leuchtturms in der bretonischen Hafenstadt Lorient im Département Morbihan.
Der Turm steht im Hafenbezirk Faouëdic auf dem Gelände der alten Burg Loc-Roc’h-Yan. Der erste, 25 m hohe Turm wurde von 1737 bis 1744 erbaut. Er wurde nach Bränden und Blitzschlägen von 1785 bis 1786 neu aufgebaut.
Vom Turm aus kann die komplette Bucht von Lorient, bis hin zur Belle-Île und den Glénan-Inseln überblickt werden.
Die Wendeltreppe besteht aus 208 Granitstufen.